# Discografia dei Beastie Boys
Discografia completa del gruppo hardcore punk/hip hop Beastie Boys.

## Album

### Album in studio
| Anno                                                                                                   | Dettagli album | Massime posizioni in classifica | Massime posizioni in classifica | Massime posizioni in classifica | Massime posizioni in classifica | Massime posizioni in classifica | Massime posizioni in classifica | Massime posizioni in classifica | Massime posizioni in classifica | Massime posizioni in classifica | Massime posizioni in classifica | Massime posizioni in classifica | Massime posizioni in classifica | Massime posizioni in classifica | Massime posizioni in classifica | Certificazioni                                               |
| Anno                                                                                                   | Dettagli album | USA                             | USA Hip-Hop                     | AUS                             | AUT                             | CAN                             | FIN                             | FRA                             | GER                             | NLD                             | NZ                              | NOR                             | SWE                             | SWI                             | UK                              | Certificazioni                                               |
| --- | --- | ------------------------------- | ------------------------------- | ------------------------------- | ------------------------------- | ------------------------------- | ------------------------------- | ------------------------------- | ------------------------------- | ------------------------------- | ------------------------------- | ------------------------------- | ------------------------------- | ------------------------------- | ------------------------------- | ------------------------------------------------------------ |
| 1986                                                                                                   | Licensed to Ill - Pubblicazione: Novembre 1986 - Etichetta: Def Jam - Formato: CD, MC, LP                             | 1                               | 2                               | 62                              | —                               | 5                               | 26                              | —                               | 23                              | 15                              | 12                              | —                               | 30                              | —                               | 7                               | - USA: 10× Platino - CAN: 2× Platino - UK: Oro               |
| 1989                                                                                                   | Paul's Boutique - Pubblicazione: 25 luglio 1989 - Etichetta: Capitol - Formato: CD, MC, LP                            | 14                              | 24                              | 72                              | —                               | 30                              | 30                              | —                               | 28                              | 30                              | 50                              | —                               | 38                              | —                               | 44                              | - USA: 2× Platino - CAN: Platino                             |
| 1992                                                                                                   | Check Your Head - Pubblicazione: 21 aprile 1992 - Etichetta: Capitol - Formato: CD, MC, LP                            | 10                              | 37                              | —                               | 32                              | —                               | —                               | —                               | —                               | —                               | 37                              | —                               | —                               | —                               | 106                             | - USA: 2× Platino - CAN: 2× Platino                          |
| 1994                                                                                                   | Ill Communication - Pubblicazione: 23 maggio 1994 - Etichetta: Capitol - Formato: CD, MC, LP                          | 1                               | 2                               | 8                               | 10                              | 7                               | 19                              | —                               | 11                              | 31                              | 6                               | —                               | 7                               | 12                              | 10                              | - USA: 3× Platino - CAN: 3× Platino - UK: Oro                |
| 1998                                                                                                   | Hello Nasty - Pubblicazione: 14 luglio 1998 - Etichetta: Capitol - Formato: CD, MC, LP                                | 1                               | —                               | 1                               | 2                               | 2                               | 3                               | 5                               | 1                               | 2                               | 1                               | 2                               | 2                               | 1                               | 1                               | - USA: 3× Platino - CAN: 3× Platino - UK: Oro - AUS: Platino |
| 2004                                                                                                   | To the 5 Boroughs - Pubblicato: June 15, 2004 - Etichetta: Capitol - Formato: CD, LP                                  | 1                               | 1                               | 2                               | 14                              | 1                               | 4                               | 15                              | 3                               | 14                              | 4                               | 18                              | 20                              | 5                               | 2                               | - USA: Platino - CAN: Platino - UK: Oro - AUS: Oro           |
| 2007                                                                                                   | The Mix-Up - Pubblicazione: 26 giugno 2007 - Etichetta: Capitol - Formato: CD, LP                                     | 15                              | —                               | 42                              | 40                              | —                               | —                               | 80                              | —                               | 84                              | —                               | —                               | —                               | 25                              | 79                              |                                                              |
| 2010                                                                                                   | Hot Sauce Committee Part Two - Pubblicazione: 3 maggio 2011 - Etichetta: Capitol - Formati: CD, LP, download digitale | 2                               | 1                               | 7                               | 20                              | 3                               | 29                              | 26                              | 3                               | 6                               | 17                              | 9                               | —                               | 3                               | 9                               |                                                              |
| "—" indica album che non hanno raggiunto le classifiche o non sono stati pubblicati in quella nazione. | |                                 |                                 |                                 |                                 |                                 |                                 |                                 |                                 |                                 |                                 |                                 |                                 |                                 |                                 |                                                              |

### Raccolte
| 1994 | Some Old Bullshit - Pubblicazione: 8 febbraio 1994 - Etichetta: Capitol                                  | 46 | —  | —  | —  |                                     |
| 1996 | The In Sound from Way Out! - Pubblicazione: 2 aprile 1996 - Etichetta: Capitol                           | 45 | —  | —  | 45 |                                     |
| 1999 | Beastie Boys Anthology: The Sounds of Science - Pubblicazione: 23 novembre 1999 - Etichetta: Grand Royal | 19 | 14 | 14 | 36 | - USA: 2× Platino - CAN: 2× Platino |
| 2005 | Solid Gold Hits - Pubblicazione: 8 novembre 2005 - Etichetta: Capitol                                    | 42 | 30 | —  | 71 |                                     |
| 2020 | Beastie Boys Music - Pubblicazione: 23 ottobre 2020 - Etichetta: UMe                                     | 64 | 34 | —  | —  |                                     |
| "—" indica raccolte che non hanno raggiunto le classifiche o non sono state pubblicate in quella nazione. | |    |    |    |    |                                     |

### EP
| Data             | Titolo        | Etichetta                   |
| 1º gennaio 1982  | Pollywog Stew | Ratcage Records             |
| 1º marzo 1983    | Cooky Puss    | Ratcage Records             |
| 1984             | Rock Hard     | Def Jam Recordings          |
| 13 novembre 1995 | Aglio e Olio  | Capitol Records             |
| 23 maggio 1995   | Root Down EP  | Grand Royal/Capitol Records |

## Singoli
| Anno | Titolo                                        | Posizioni classifiche | Posizioni classifiche       | Posizioni classifiche               | Posizioni classifiche | Posizioni classifiche | Album                   |
| Anno | Titolo                                        | US Billboard Hot 100  | US Modern Rock Tracks chart | US Hot R&B/Hip-Hop Singles & Tracks | US Dance Club Songs   | UK Singles Chart      | Album                   |
| 1986 | "The New Style"                               | -                     | -                           | numero 22                           | -                     | -                     | Licensed to Ill         |
| 1986 | "Hold It, Now Hit It"                         | -                     | -                           | numero 55                           | -                     | -                     | Licensed to Ill         |
| 1987 | "Paul Revere"                                 | -                     | -                           | numero 34                           | -                     | -                     | Licensed to Ill         |
| 1987 | "The New Style / Paul Revere"                 | -                     | -                           | -                                   | numero 41             | -                     | Licensed to Ill         |
| 1987 | "Brass Monkey"                                | numero 48             | -                           | numero 83                           | -                     | -                     | Licensed to Ill         |
| 1987 | "(You Gotta) Fight for Your Right (to Party)" | numero 7              | -                           | -                                   | -                     | numero 11             | Licensed to Ill         |
| 1987 | "No Sleep Till Brooklyn"                      | -                     | -                           | -                                   | -                     | numero 14             | Licensed to Ill         |
| 1987 | "She's On It"                                 | -                     | -                           | -                                   | -                     | numero 10             | Krush Groove Soundtrack |
| 1987 | "Girls / She's Crafty"                        | -                     | -                           | -                                   | -                     | numero 34             | Licensed to Ill         |
| 1989 | "Hey Ladies / Shake Your Rump"                | -                     | -                           | -                                   | numero 15             | -                     | Paul's Boutique         |
| 1989 | "Hey Ladies"                                  | numero 36             | numero 18                   | numero 10                           | -                     | -                     | Paul's Boutique         |
| 1992 | "So What'cha Want"                            | numero 93             | numero 22                   | numero 18                           | -                     | -                     | Check your Head         |
| 1994 | "Sabotage"                                    | -                     | numero 18                   | -                                   | -                     | -                     | Ill Communication       |
| 1994 | "Get It Together"                             | -                     | -                           | numero 43                           | -                     | -                     | Ill Communication       |
| 1994 | "Get It Together / Sabotage"                  | -                     | -                           | -                                   | -                     | numero 19             | Ill Communication       |
| 1994 | "Sure Shot"                                   | -                     | -                           | -                                   | -                     | numero 27             | Ill Communication       |
| 1998 | "Intergalactic"                               | numero 28             | numero 4                    | -                                   | -                     | numero 5              | Hello Nasty             |
| 1998 | "Body Movin' "                                | -                     | -                           | -                                   | -                     | numero 15             | Hello Nasty             |
| 1999 | "The Negotiation Limerick File"               | -                     | numero 29                   | -                                   | -                     | -                     | Hello Nasty             |
| 1999 | "Remote Control / 3 MCs And 1 DJ"             | -                     | -                           | -                                   | -                     | numero 21             | Hello Nasty             |
| 1999 | "Alive"                                       | -                     | numero 11                   | -                                   | -                     | numero 28             | The Sounds of Science   |
| 2003 | "In a World Gone Mad"                         | -                     | -                           | -                                   | -                     | -                     | Solo MP3                |
| 2004 | "Ch-Check It Out"                             | numero 68             | numero 1                    | -                                   | -                     | numero 8              | To the 5 Boroughs       |
| 2004 | "Triple Trouble"                              | -                     | numero 11                   | -                                   | -                     | numero 37             | To the 5 Boroughs       |
| 2004 | "An Open Letter To NYC"                       | -                     | -                           | -                                   | -                     | numero 38             | To the 5 Boroughs       |
| 2007 | "The Rat Cage"                                | -                     | -                           | -                                   | -                     | -                     | The Mix Up              |
| 2007 | "Off the Grid"                                | -                     | -                           | -                                   | -                     | -                     | The Mix Up              |

## Videografia

### VHS e DVD
- 1986 - Licensed to Ill - VHS
- 1992 - The Skills to Pay the Bills - VHS
- 1994 - Sabotage - VHS
- 2000 - Beastie Boys Video Anthology - DVD
- 2005 - Solid Gold Hits - DVD
- 2006 - Awesome; I Fuckin' Shot That! - DVD

### Video musicali

#### Licensed to Ill (1986)
- (You Gotta) Fight for Your Right (to Party!)
- No Sleep Till Brooklyn
- Hold It Now, Hit It
- Rhymin' & Stealin'

#### Paul's Boutique (1989)
- Shake your Rump
- Hey Ladies
- Looking Down the Barrel of a Gun
- Shadrach

#### Check your Head (1992)
- Jimmy James
- Pass the Mic
- Gratitude
- So What'cha Want

#### Ill Communication (1994)
- Sure Shot
- Root Down
- Sabotage
- Ricky's Theme

#### Hello Nasty (1998)
- Body Movin'
- Intergalactic
- 3 Mc's and One Dj

#### To the 5 Boroughs (2004)
- Ch-Check It Out
- Right Right Now Now
- Triple Trouble
- Shazam
- An Open Letter to NYC

#### The Mix-Up (2007)
- The Rat Cage
- Off the Grid
- The Kangaroo Rat
- The Gala Event

### Film
- Krush Groove, 1985
- Tougher Than Leather, 1988
- Beastie Boys Story, 2020

#### Altri video
- She's On It, 1985;[27][28]
- Netty's Girl, 1992;[27][29]
- Alive, 1999.[27][30]